# Pierre Laurendeau (compositeur)
Pour les articles homonymes, voir Laurendeau et Pierre Laurendeau (homonymie).
Pierre Laurendeau, né à Montréal en 1960, est un compositeur et multi-instrumentiste québécois. 
Depuis 1990, on le retrouve sur la scène musicale dans de nombreuses productions télévisuelles, enregistrements sur disque, publicités et spectacles sur scène. 

## Biographie
En 1980, après l’obtention d’un Diplôme d’Études Collégiales (DEC) en Cinéma au CÉGEP Saint-Laurent, il entreprend sa formation musicale par l’étude du clavecin auprès de Yves G. Préfontaine au Collège Marguerite-Bourgeois à Montréal. En 1985, il obtient un baccalauréat en musique de l’Université de Montréal; ses enseignants y étaient Réjean Poirier (clavecin) et Serge Garant (composition). 
Les trois années qui suivront sont marquées par l’éclectisme de ses activités. Il devient à la fois devenu facteur de clavecin sous la direction d’Yves Beaupré, et claviériste dans le groupe rock BoYcut en compagnie de Nicolas Maranda.
En 1990, il compose « Le frisson de l’été », pour la télévision française de Radio-Canada. Depuis, on le retrouve sur la scène musicale québécoise dans des productions télévisuelles, enregistrements sur disque, publicités et spectacles sur scène. Appréciées par le public et par la critique, ses créations musicales pour les festivités entourant le 40e  anniversaire de la télévision française de Radio-Canada en 1992 marquent un temps fort dans sa carrière. À Paris en 1994, en duo avec le conteur Jocelyn Bérubé, il remporte la médaille de bronze dans la catégorie Contes et légendes aux Jeux de la Francophonie. Il compose  aussi la musique de ses livres-CD. Il reçoit en 1997 le prix « Excellence Video Achievement Award » dans la catégorie Best music. Ce prix souligne la maturité artistique dont témoignent ses compositions pour le cinéma documentaire ; La Guadeloupe...l’île aux énergies, Le matin des Alpaqueros et la série Latitude Sud.
Compositeur et chef d’orchestre d’un ballet acrobatique sur trampoline, Pierre collabore pendant plus d’une décennie avec Debra Brown, chorégraphe au Cirque du Soleil. Avec sa troupe, ils se produisent sur de nombreuses scènes d’Amérique et d’Europe de 1994 à 2004,.
Parallèlement à ses activités de compositeur, Pierre Laurendeau réalise depuis 1990 des bandes sonores destinées à la jeunesse. Il crée ainsi des chansons pour enfants servant de matériel scolaire à la demande de maisons spécialisées. À l’automne 2016, il compose la musique de son 72e épisode de la télésérie Subito Texto  diffusée à Télé-Québec de janvier 2014 à mai 2017.
Le 5 mai 2017, son EP électro-jazz W.E.M.3. parait sur plus de 800 plateformes de musique digitales.
Et en décembre de la même année, il récidive avec un second EP : "A Friendly Cal From Outer Space".
En décembre 2018, il propose son single " Where The Hell R U " où il nous fait entendre sa voix pour la première fois sur une musique EDM (Electronic Dance Music).

## Filmographie et trames sonores
(mars 2017).

### Documentaire
- 1990 : Le matin des Apaqueros
- 1991 : Latitude Sud
- 1996 : Défense Nationale : Stress opérationnel
- 1997 : Séquestration : l’histoire d’une survie
- 2013 : Enfants tyrans

### Télévision
- 1990 : Le frisson de l’été
- 1992 : Regardez, c’est votre histoire, 40e anniversaire de la télévision de Radio-Canada
- 1992 : Vert-Clip
- 2014-2017 : Subito texto

### Matériel sonore
- 2003-2017 : Les Éditions CEC
- 2015-2017 : Les Éditions Marcel Didier

### Spectacles
- 1992-2016 : Jocelyn Bérubé, conteur
- 2000 : C.O.K.E
- 2000 : Apogée
- 2002 : On Air

### Exposition
- 1998 : Circus Magicus
- 2012 : Musik

### Autres
- 1991 : 50e anniversaire du droit de vote des femmes Ministère des Communications du Québec
- 1991 : Génies en herbe Thèmes des présentations informatiques, Radio-Canada
- 1992 « Le striptease dans l’âme » Accompagnateur-solo pour Louise Portal
- 1992 : Le musée du Marché Bonsecours Installation multimédia, Productions Patrice Puiberneau
- 1993-2007 : Modulo Éditeur Plus d’une dizaine de collections et plus de cent chansons, Mtl
- 1994 : Jeux de la Francophonie Médaillé dans la catégorie « Contes et Légendes » Paris, France
- 1998 : Venir au monde CD-Rom, Éditions La Courte échelle, Mtl
- 2000 : Zegna Sport 2000 Défilé de mode acrobatique, Italie, Espagne
- 2001 : Spectacle officiel du Sommet des Amériques Sous la direction de Michel Cusson avec l’Orchestre symphonique de Québec
- 2003 : Vidéo sociétale Levée de fonds pour l’Hôpital juif de Montréal, Productions Roop Média
- 2003 : Société générale de financement Vidéo corporative, Productions JPL, Montréal
- 2004 : Téléthon Jerry Lewis Composition pour un numéro de danse, Los Angeles
- 2004 : Gala des Prix du Gouverneur général pour les arts de la scène. Numéro d’ouverture pour l’Orchestre symphonique du Conseil national des Arts d’Ottawa.
- 2004 : La Senza Événement corporatif multimédia, Montréal
- 2004 : Cisco Événement corporatif multimédia, San Francisco, CA
- 2007 : 2012 « Festival Petits Bonheurs Atelier de création de chansons (enfants d’âge préscolaire)
- 2007-2010 : Ligue nationale d'improvisation, Montréal
- 2008 : Little Rascal 40 vidéos / 70 chansons (enseignement de l’anglais) Éditions CEC, Mtl
- 2009 : 20 ans Techni-Logique Événement multimédia, Fonderie Darling, Montréal

## Discographie
- 1989 : KÂ de Martine Michaud
- 1990 : Marché sur du verre de Sylvie Bernard
- 1991 : C'est zéro interprétée par Julie Masse
- 1992 : Un visage dans l’ombre de Bruce Huard
- 2003 : Portraits en blues de travail de Jocelyn Bérubé
- 2004 : Quand je ferme les yeux d’Annie Villeneuve
- 2010 : Plus loin que l’azur de Romaine Ardizzon
- 2013 : Large et Rivage de Jocelyn Bérubé
- 2015 : Des héros ordinaires de Jocelyn Bérubé
- 2016 : L’autobus Chanson de Manuel Tadros
- 2017 : A Friendly Call From Outer Space de Pierre Laurendeau
- 2017 : W.E.M.3. de Pierre Laurendeau. Quatre pièces instrumentales
- 2018 : Where The Hell R U de Pierre Laurendeau